# Sandra Klemenschits
Sandra Klemenschits (* 13. November 1982 in Wien) ist eine ehemalige österreichische Tennisspielerin.

## Karriere
Sandra Klemenschits bildete zusammen mit ihrer Zwillingsschwester Daniela bis 2006 eines der stärksten Damendoppel Österreichs. Beide bestritten 2005 zwei Partien im Fed Cup und gewannen auf ITF-Ebene zusammen 23 Turniere. Im August 2005 erreichten sie Platz 95 der WTA-Weltrangliste.
Beide Schwestern erkrankten an einem Krebsleiden des Unterleibes (Plattenepithelkrebs) und mussten deshalb ihre Karriere unterbrechen. Daniela, deren Krankheit schon zu weit fortgeschritten war, starb am 9. April 2008. Das Schicksal der Zwillingsschwestern löste ein weltweites Medienecho aus, als unter anderem auf Initiative von Barbara Schett eine Spendenaktion auf der WTA Tour und der ATP Tour zustande kam, mit deren Erlös die kostspielige Behandlung der Schwestern finanziert werden konnte.
Nach ihrer Genesung kehrte Sandra Klemenschits im Juli 2008 beim WTA-Turnier in Bad Gastein auf die Tour zurück. An der Seite von Marlene Weingärtner, die nach ihrem Rücktritt 2005 ebenfalls ein Comeback feierte (dieses allerdings mit diesem Turnier bereits wieder beendete), kam sie im Doppel kampflos in die zweite Runde, in der sich die beiden der Paarung Xu Yifan/Zhang Shuai geschlagen geben mussten.
Den ersten Turniersieg nach ihrem Comeback errang Klemenschits Ende August 2008 an der Seite von Barbara Hellwig beim ITF-Turnier in Pörtschach.
Anfang Februar 2009 wurde Klemenschits beim Fed-Cup-Turnier der Gruppe I (Zone Europa/Afrika) in Tallinn für das österreichische Team nominiert. Von ihren vier Doppelpartien gewann sie mit wechselnden Partnerinnen (Nikola Hofmanova, Patricia Mayr, Melanie Klaffner) drei und sicherte dem Team an der Seite von Mayr mit einem Sieg in der Relegation gegen Luxemburg den Verbleib in der Gruppe.
Bei ITF-Turnieren siegte Klemenschits 2009 insgesamt neunmal, wodurch sie eine neue höchste Platzierung (90) in der Doppelweltrangliste erreichte. Weniger erfolgreich war sie auf der WTA Tour, auf der sie nur einmal in Runde zwei kam. Erstmals stand sie auch im Hauptfeld der US Open.
2010 wurde Klemenschits als bestplatzierte österreichische Doppelspielerin erneut ins Fed-Cup-Team berufen, das Anfang Februar vergeblich um den Aufstieg in die Weltgruppe II kämpfte. Die beiden Partien, in denen sie eingesetzt wurde (ein Sieg, eine Niederlage) hatten keinen Einfluss auf das Ergebnis der jeweils bereits entschiedenen Gruppenbegegnungen. Bei ihren Auftritten auf der WTA Tour erreichte Klemenschits in dieser Saison dreimal die zweite Runde, bei Turnieren auf ITF-Ebene gewann sie vier Titel. Zum Saisonschluss stand sie in der Doppelweltrangliste auf Platz 114.
Anfang Februar 2011 gehörte Klemenschits zum Fed-Cup-Team, das bei den Ausscheidungsspielen der Europa/Afrika-Gruppe I knapp den Abstieg vermeiden konnte. Von ihren vier Begegnungen gewann sie zwei. Ansonsten begann das Jahr 2011 für sie wenig erfolgreich, bis sie in Marokko auf Sand zu alter Stärke zurückfand. Im April gewann sie an der Seite von Kristina Mladenovic erst ein ITF-Turnier in Casablanca, um dann in der folgenden Woche mit Nina Brattschikowa ins Finale des WTA-Turniers in Fès vorzustoßen. Bei den French Open und in Wimbledon schied sie jeweils in der ersten Runde aus. Beim Generali Ladies Linz 2011 erreichte sie im Team mit Mervana Jugić-Salkić das Halbfinale. Auf ITF-Ebene gewann sie 2011 zwei Turniere. Am Jahresende stand sie auf Platz 82 der Doppelweltrangliste.
Anfang Februar 2012 wurde Klemenschits bei den Ausscheidungsspielen des österreichischen Fed-Cup-Teams zweimal an der Seite von Tamira Paszek eingesetzt, wobei sie einen Sieg und eine Niederlage verbuchten. Ihre besten Resultate in diesem Jahr waren zwei Titel bei ITF-Turnieren.
Im Juli 2013 feierte Klemenschits mit dem Gewinn des WTA-Turniers in Bad Gastein an der Seite von Andreja Klepač ihren bislang größten Erfolg. Außerdem gewann sie 2013, ebenfalls mit Klepač, ein ITF-Turnier. In Wimbledon (mit Romina Oprandi) und bei den US Open (mit Andreja Klepač) erreichte sie jeweils Runde zwei, es war ihr bislang bestes Abschneiden bei einem Grand-Slam-Turnier.
Ihr bestes Ergebnis der Saison 2014 war der Gewinn eines ITF-Turniers; am Jahresende stand Klemenschits auf Platz 142 der Doppelweltrangliste. 2015 konnte sie kein Turnier gewinnen und fiel bis zum Jahresende auf Platz 184 der Weltrangliste zurück.
Im Oktober 2016 beendete Sandra Klemenschits aufgrund von Fersenproblemen ihre Karriere. Ihr letztes Spiel bestritt sie an der Seite von Patty Schnyder beim WTA-Turnier in Linz; nach Abschluss dieses Turniers stand sie auf Platz 336 der Doppel-Weltrangliste.

## Turniersiege

### Einzel
| Nr. | Datum            | Turnier     | Kategorie   | Belag     | Finalgegnerin           | Ergebnis                 |
| --- | ---------------- | ----------- | ----------- | --------- | ----------------------- | ------------------------ |
| 1.  | 6. August 2000   | Rabat       | ITF $10.000 | Sand      | Jekaterina Koschokina   | 7:5, 6:1                 |
| 2.  | 8. Oktober 2000  | Kairo       | ITF $10.000 | Sand      | Zuzana Kučová           | 1:4, 2:4, 4:1, 6:54, 5:3 |
| 3.  | 29. April 2001   | Bournemouth | ITF $10.000 | Sand      | Natalja Jegorowa        | 4:6, 6:2, 6:0            |
| 4.  | 21. Oktober 2001 | Gizeh       | ITF $10.000 | Sand      | Gulnara Fattachetdinowa | 6:3, 6:4                 |
| 5.  | 16. Januar 2005  | Dubai       | ITF $10.000 | Hartplatz | Kyra Nagy               | 6:4, 6:1                 |

### Doppel

#### Turniersiege
| Nr. | Datum         | Turnier     | Kategorie         | Belag | Partnerin      | Finalgegnerinnen                  | Ergebnis |
| --- | ------------- | ----------- | ----------------- | ----- | -------------- | --------------------------------- | -------- |
| 1.  | 21. Juli 2013 | Bad Gastein | WTA International | Sand  | Andreja Klepač | Kristina Barrois Eleni Daniilidou | 6:1, 6:4 |

#### Finalteilnahmen
| Nr. | Datum      | Turnier  | Kategorie         | Belag | Partnerin            | Finalgegnerinnen                      | Ergebnis |
| --- | ---------- | -------- | ----------------- | ----- | -------------------- | ------------------------------------- | -------- |
| 1.  | Mai 2005   | Istanbul | WTA Tier III      | Sand  | Daniela Klemenschits | Marta Marrero Antonella Serra Zanetti | 4:6, 0:6 |
| 2.  | April 2011 | Fès      | WTA International | Sand  | Nina Brattschikowa   | Andrea Hlaváčková Renata Voráčová     | 3:6, 4:6 |

## Abschneiden bei Grand-Slam-Turnieren

### Doppel
| Turnier         | 2009 | 2010 | 2011 | 2012 | 2013 | 2014 | Karriere |
| --------------- | ---- | ---- | ---- | ---- | ---- | ---- | -------- |
| Australian Open | —    | —    | —    | —    | —    | 1    | 1        |
| French Open     | —    | —    | 1    | —    | —    | 1    | 1        |
| Wimbledon       | —    | —    | 1    | —    | 2    | 1    | 2        |
| US Open         | 1    | —    | —    | —    | 2    | —    | 2        |

Zeichenerklärung: S = Turniersieg; F, HF, VF, AF = Einzug ins Finale / Halbfinale / Viertelfinale / Achtelfinale; 1, 2, 3 = Ausscheiden in der 1. / 2. / 3. Hauptrunde; Q1, Q2, Q3 = Ausscheiden in der 1. / 2. / 3. Runde der Qualifikation; n. a. = nicht ausgetragen